# Adolf-Grimme-Preis 1999
Der 34. Adolf-Grimme-Preis wurde 1999 verliehen. Die Preisverleihung fand am 19. März 1999 im Theater Marl statt. Die Moderation übernahm dabei Roger Willemsen.
Im Rahmen der Veranstaltung wurden neben dem Adolf-Grimme-Preis noch weitere Preise, unter anderem auch der „Publikumspreis der Marler Gruppe“, vergeben.

## Preisträger

### Adolf-Grimme-Preis mit Gold

#### Fiktion & Unterhaltung
- Jo Baier (Regie) und Martin Benrath (Darsteller) (für die Sendung Der Laden, ORB / WDR / SWR / MDR / BR / Arte)

#### Spezial
- Jürgen Stähle (für herausragende Simultanübersetzungsleistungen im Fernsehen)

### Adolf-Grimme-Preis

#### Fiktion & Unterhaltung
- Xaver Schwarzenberger (Regie/Kamera), Tobias Moretti (Darsteller), Christine Neubauer (Darstellerin) und Gabriel Barylli (Darsteller) (für die Sendung Krambambuli, BR / ORF / SWR)
- Oliver Storz (Buch/Regie), Karoline Eichhorn (Darstellerin), Stefan Kurt (Darsteller) und Bruno Ganz (Darsteller) (für die Sendung Gegen Ende der Nacht, SWR / ORF / SF-DRS)
- Frank Beyer (für die Regie bei Abgehauen, WDR / NDR)
- Connie Walther (Regie) und Renée Soutendijk (Hauptdarstellerin) (für die Sendung Hauptsache Leben, ZDF)
- Daniel Nocke (für Buch und Regie zu Der Peitschenmeister, ZDF)

#### Information & Kultur
- Uta König (für Buch und Regie zu Eine Frau im Männerknast, NDR)
- Dominik Graf und Michael Althen (für Buch und Regie zu Denk ich an Deutschland …: Das Wispern im Berg der Dinge, BR / WDR)
- Wilfried Huismann und Klaus Schloesser (für Buch und Regie zu Machtspieler – Friedrich Hennemann und der Untergang des Bremer Vulkan, WDR / RB)
- Enno Hungerland (Buch und Regie), Volker Anding (Buch und Regie) und Werner Kubny (Bildgestaltung) (für die Sendung Ratten WDR / Arte)
- Azzedine Meddour (stellvertretend für das Team der algerischen Filmemacher), Patrice Barrat (Idee und Konzeption) und Dierk Ludwig Schaaf (Redaktion und Realisation) (für die Sendung Fenster zur Welt – Das andere Algerien, WDR / Channel 4 / TSR / TV3 / TV 2 / YL2 / Vision TV / RTBF / NRK / Arte)

#### Spezial
- Anke Engelke (für ihre Sketche und Beiträge in Die Wochenshow, Sat.1)
- Thomas Schadt (für die Sendungen Der Kandidat, SWR, Augenzeugen, BR / Arte und Leben ohne Arbeit, SWF / SR)

### Besondere Ehrung
- Regina Ziegler (für ihre unabhängigen Produktionen im deutschen Fernsehen)

### Sonderpreis des Ministeriums für Arbeit, Soziales und Stadtentwicklung, Kultur und Sport von Nordrhein-Westfalen
- Hermann Vaske (für die Sendung Das ABC der Werbung – wie man Leute von ihrem Geld trennt, ZDF / Arte)

### Publikumspreis der Marler Gruppe
- Thomas Schadt (für die Sendungen Der Kandidat, SWR)